# Ivan August Kaznačić
Ivan August Kaznačić (Giovanni Agosto Casnacich) (Dubrovnik, 26. travnja 1817. − Dubrovnik, 13. veljače 1883.)  je bio hrvatski liječnik, književnik, kulturni djelatnik, hrvatski preporoditelj.

## Životopis
Rodio se je u Dubrovniku 1817. godine. Školu je pohađao u rodnom Dubrovniku i u Zadru. U Beči i Padovi studirao je medicinu. Po završetku studija vratio se je u Dubrovnik gdje je bio liječnik. Bio je ravnateljem dubrovačke bolnice dva desetljeća, sve do smrti. Naslijedio ga je dr Emanuel Luxardo.
Osim u medicini, djelovao je na kulturnom i hrvatskom preporodnom polju. Bio je istraživač književne povijesti, bibliograf, arhivist, književni kritičar, publicist, esejist, pisac književnopovijesnih osvrta, pjesama. Objavljivao je usmenu književnost.
Uređivao je hrvatske preporodne listove Zoru dalmatinsku i Srđ. Pisao je za književni godišnjak Dubrovnik, cvijet narodnog jedinstva, Slovincu i La Favilli iz Trsta. Katalogizirao je hrvatske rukopise knjižnice samostana Male braće u Dubrovniku.
Preveo je na talijanski hrvatsku gramatiku Vjekoslava Babukića.

## Obitelj
Sin je hrvatskog preporoditelja i pjesnika Antuna Kaznačića (1784. – 1874.) i sinovac pomorskog kapetana, crtača zemljovida i konzula Dubrovačke Republike u Genovi i Carigradu prije Napoleona, Ivana Antuna Kaznačića (1758. – 1850.).

## Djela o njemu
- Stanislava Stojan: Ivan August Kaznačić: knjizževnik i kulturni djelatnik, Dubrovnik : Zavod za povijesne znanosti HAZU u Dubrovniku, 1993.[4]

## Vanjske poveznice
- Djela